# ГЕС Лігга
ГЕС Лігга (швед. Ligga-Dämningsområde) — гідроелектростанція на півночі Швеції. Знаходячись між ГЕС Харспронгет (вище за течією) та ГЕС Messaure, входить до складу каскаду на річці Лулеельвен, яка впадає у Ботнічну затоку Балтійського моря біля міста Лулео.
У межах проєкту річку перекрили кам'яно-накидною греблею з ядром із моренного ґрунту висотою 35 метрів, яка потребувала 600 тис. м3 матеріалу та утримує водосховище з припустимим коливанням рівня поверхні в діапазоні 2,8 метра.
Машинний зал станції споруджений біля греблі у підземному виконанні. У 1954 році його ввели в експлуатацію з двома турбінами типу Каплан потужністю по 68 МВт, проте одразу було передбачено місце для встановлення третього гідроагрегата. Останній зі значно більшою одиничною потужністю у 189 МВт запустили в 1982-му. Станом на середину 2010-х це обладнання має загальну потужність 332 МВТ та при напорі у 40 метрів забезпечує виробництво 1,5 млрд кВт год електроенергії на рік.
Невдовзі після запуску в експлуатацію, у 1957 році, станція стала першою у Швеції обладнаною системою дистанційного керування, яке здійснювалось із сусідньої ГЕС Харспрогнет. Наразі диспетчерський центр усього каскаду компанії Vattenfall на Лулеельвен знаходиться у Vuollerim, де розташована ГЕС Порсі.